# Мій друг Іван Лапшин
«Мій друг Іван Лапшин» — радянський художній фільм режисера Олексія Германа за повістю Юрія Германа «Лапшин».

## Сюжет
Сюжет фільму — це історія начальника карного розшуку міста Унчанск, Івана Лапшина, короткий шматочок його життя і життя його друзів, товаришів і знайомих. Події фільму відбуваються в 1930-ті роки, подаються від імені людини (в ту пору 9-річного хлопчика), що розповідає про них багато років потому.

## В ролях
- Андрій Болтнєв — Іван Лапшин, начальник карного розшуку
- Ніна Русланова — Наташа Адашова, актриса
- Андрій Миронов — Ханін, письменник
- Олексій Жарков — Вася
- Зінаїда Адамович
- Олександр Філіппенко — Занадворов, батько оповідача
- Юрій Кузнєцов — начальник райвідділу міліції
- Валерій Філонов
- Анатолій Сливников — Бичків
- Андрій Дударенко — Кашин

## Критика
Кіра Муратова в одному з інтерв'ю сказала наступне: 
«З російських режисерів я найбільше люблю Сокурова і Германа. Але у Германа я люблю тільки картину „Мій друг Іван Лапшин“. Цей фільм, здавалося б, про радянську владу, за радянську владу, а я не люблю радянську владу, але він зроблений так чудово, приголомшливо, що я його можу дивитися завжди і з будь-якого місця».

## Знімальна група
- Сюжет: Юрій Герман, Олексій Герман
- Автор сценарію: Едуард Володарський
- Режисер-постановник: Олексій Герман
- Оператор-постановник: Валерій Федосов
- Художник: Юрій Пугач
- Музика: Аркадій Гагулашвілі
- Монтаж: Леда Семенова
- Звукооператор: Микола Астахов

## Призи та премії
- 1986 — Держ. премія РРФСР ім. бр. Васильєвих (Болтнєв, Володарський, Герман, Пугач, Русланова, Федосов)
- 1986 — МКФ у Локарно (Приз «Срібний Леопард», Приз FIPRESCI, Приз Артаріа — Олексій Герман)
- 1987 — МКФ у Роттердамі (Премія критики — Олексій Герман)